# ديكولاتورا
ديكولاتورا (بالإيطالية: Decollatura)‏ هي كومونا في مقاطعة قطنصار بمنطقة قلورية، جنوب إيطاليا.